# Sinagoga Ohr ha-Chaim
La sinagoga Ohr ha-Chaim (in ebraico בית הכנסת אור החיים‎?) si trova nel quartiere armeno della Città Vecchia di Gerusalemme. È situata all'ultimo piano di un edificio che ospita anche la sinagoga Ari e l'Old Yishuv Court Museum. Prende il nome dall'opera del rabbino sefardita Chaim ibn Attar, l'Ohr ha-Chaim, un popolare commento al Pentateuco.

## Storia
Arrivato a Gerusalemme dal Marocco nel 1742, il rabbino Attar fondò la sinagoga e una sala di studio con una sezione dedicata alle donne. Nel 1812 l'edificio - di proprietà del waqf islamico - fu acquistato dal rabbino Pach Rozental e la sinagoga sefardita venne infine a servire la comunità ashkenazita. Quando il quartiere ebraico cadde in mano alla Legione araba nel 1948, durante la guerra arabo-israeliana, la sinagoga fu chiusa. Fu riaperta e ristrutturata dopo la riconquista da parte di Israele della Città Vecchia in seguito alla guerra dei sei giorni del 1967.